# Aleksandr Dyachenko
Aleksandr Igorevich Dyachenko (em russo:  Александр Игоревич Дьяченко; Rudny, Qostanay, 24 de janeiro de 1990) é um velocista russo na modalidade de canoagem.
Foi vencedor da medalha de ouro no K-2 200 m em Londres 2012 com o seu colega de equipa Yury Postrigay.